# Quartier Clémenceau
Le quartier Clémenceau est un quartier de la ville de Perpignan.

## Situation
Le quartier se situe proche du centre-ville et est composé par de nombreux immeubles Art déco.

## Bâtiments remarquables
Le quartier a de nombreux bâtiments remarquables, dont :
- Hôtel Tivoli
- 56 Boulevard Georges Clémenceau
- 8 Rue Pierre Rameil
- 11 Rue Pierre Rameil
- 4 rue Rouget de l'Isle
- 6 Rue Gustave Flaubert

## Galerie

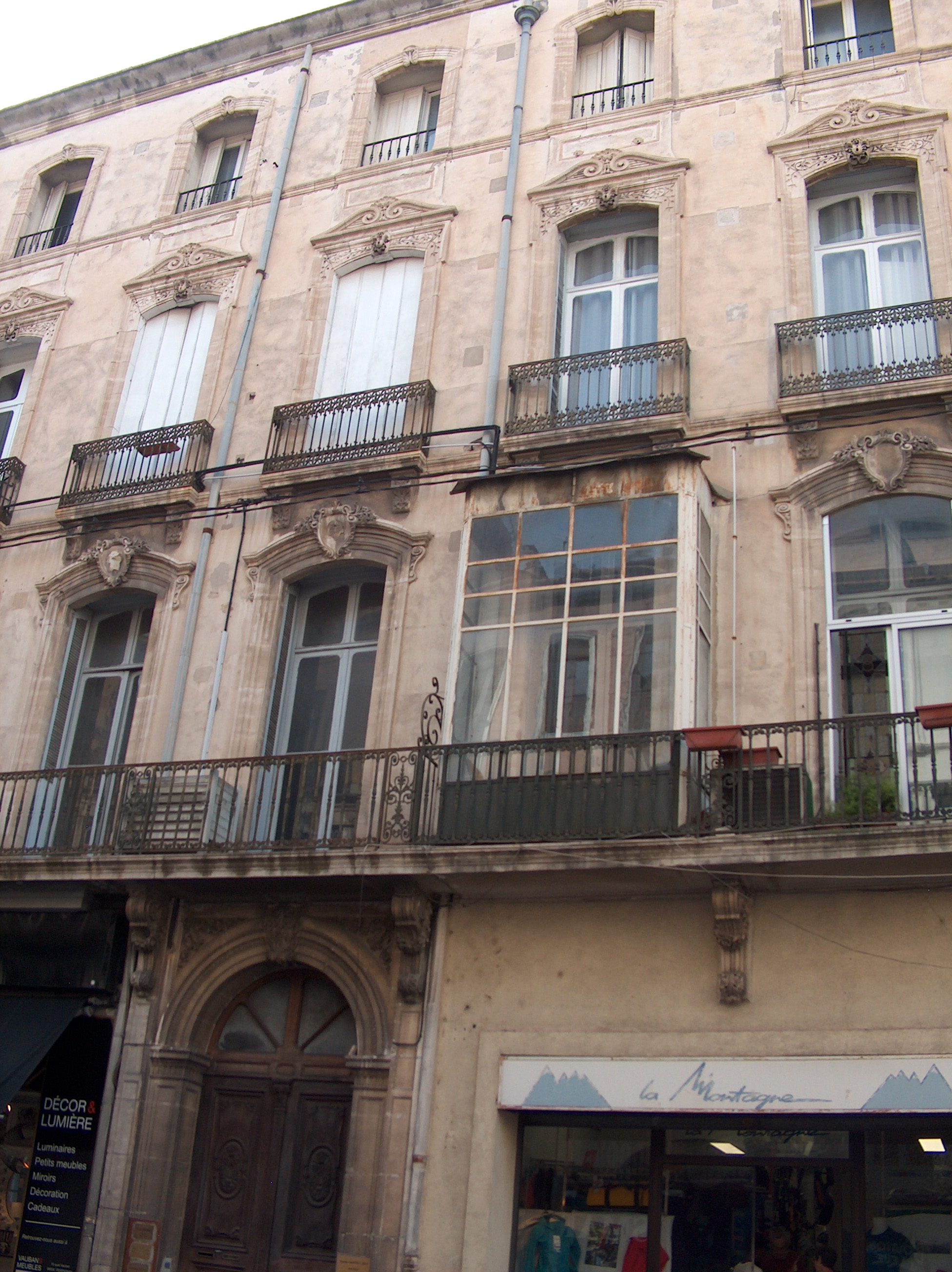
2 rue de la Republique.
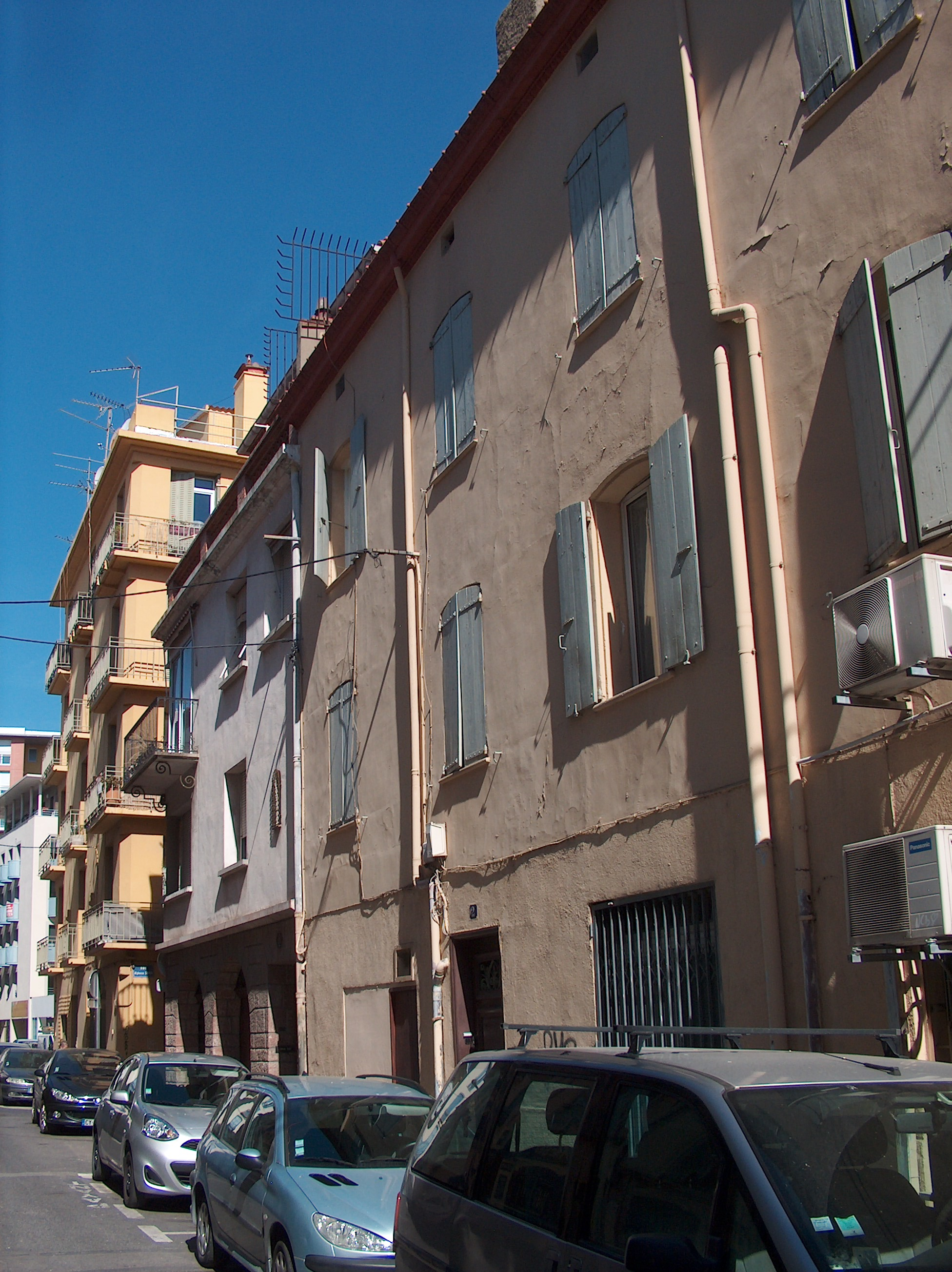
rue du marché aux Bestiaux.
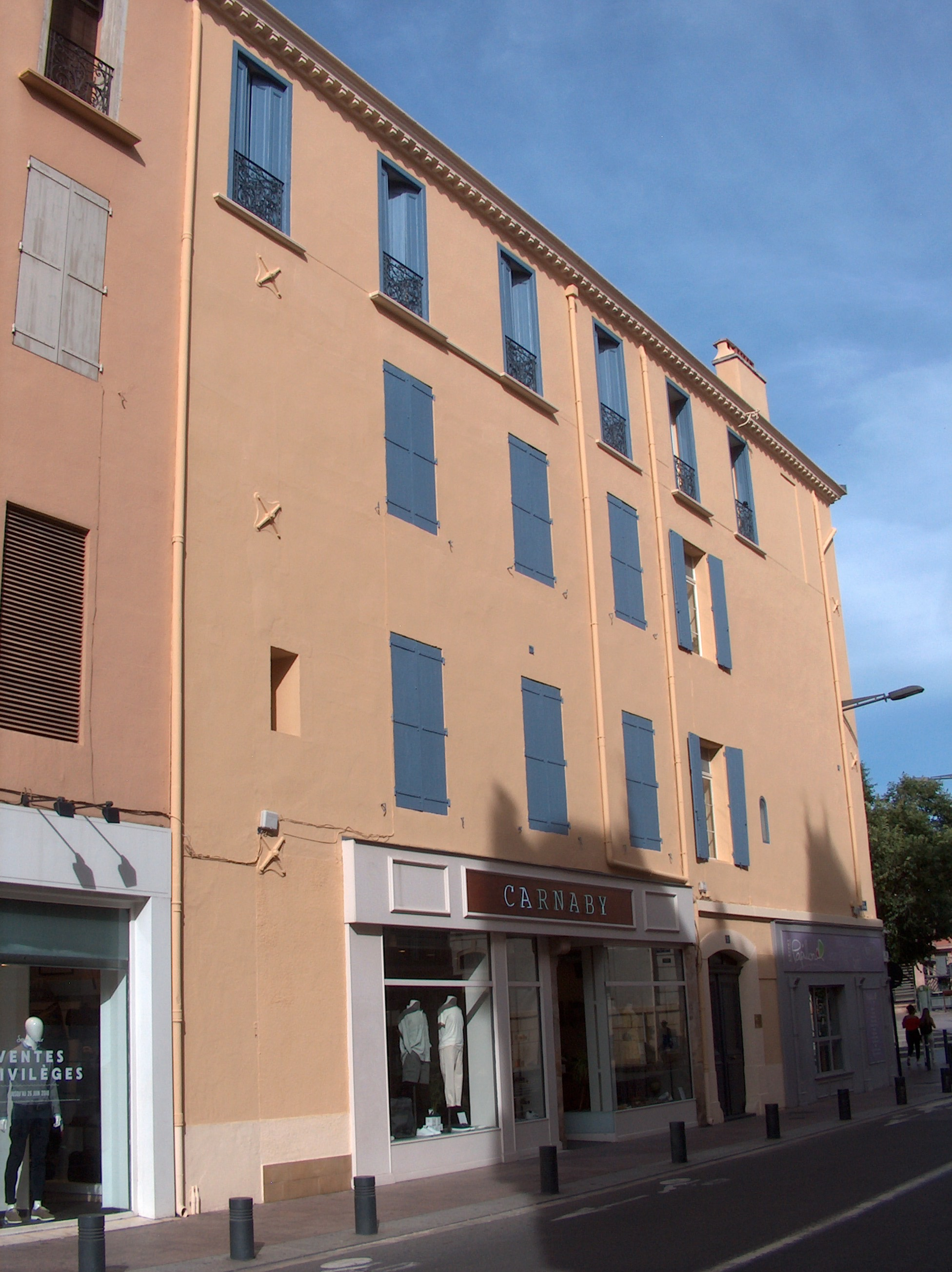
2 rue du 4 septembre.
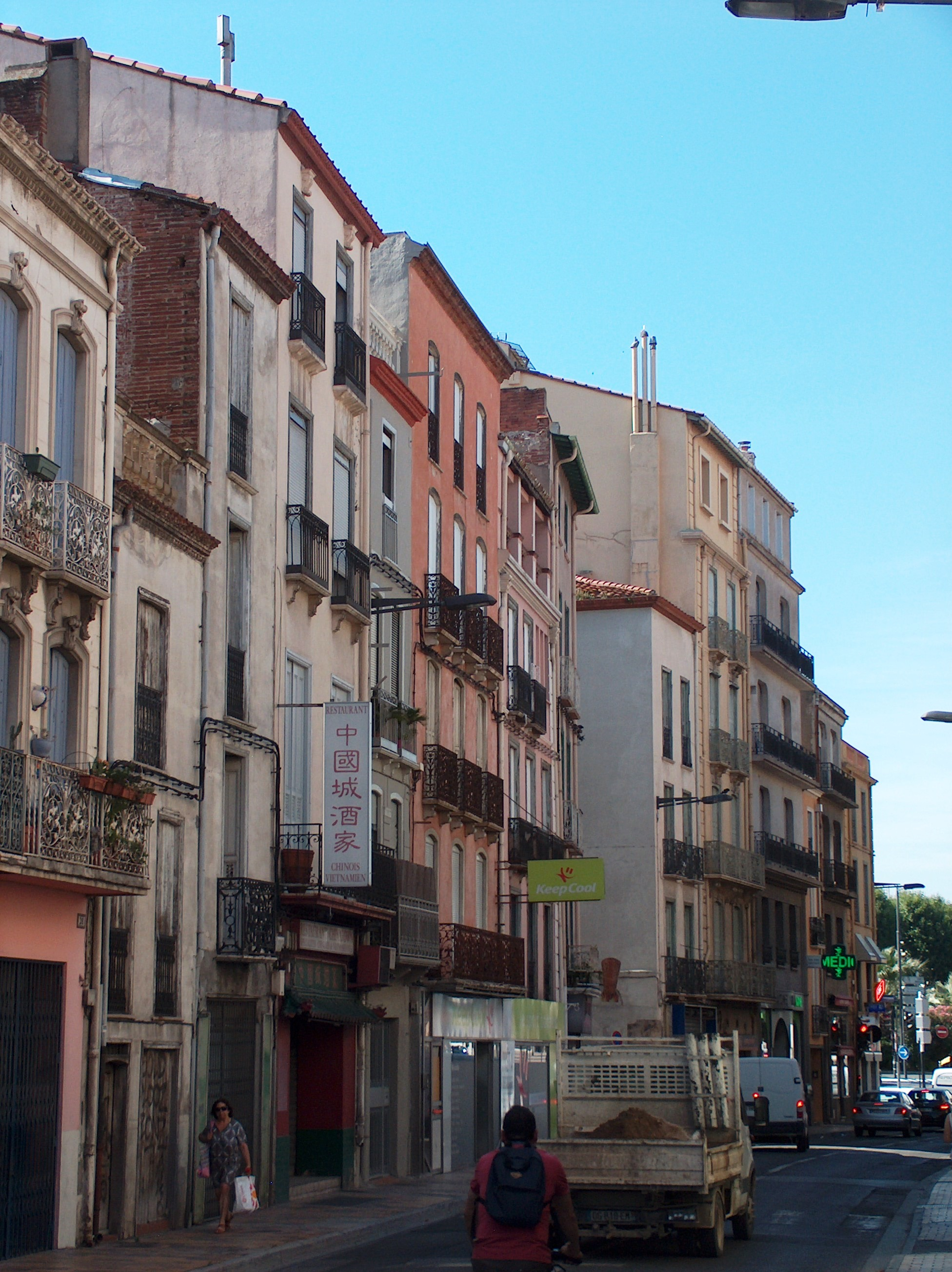
rue Jean Payra.
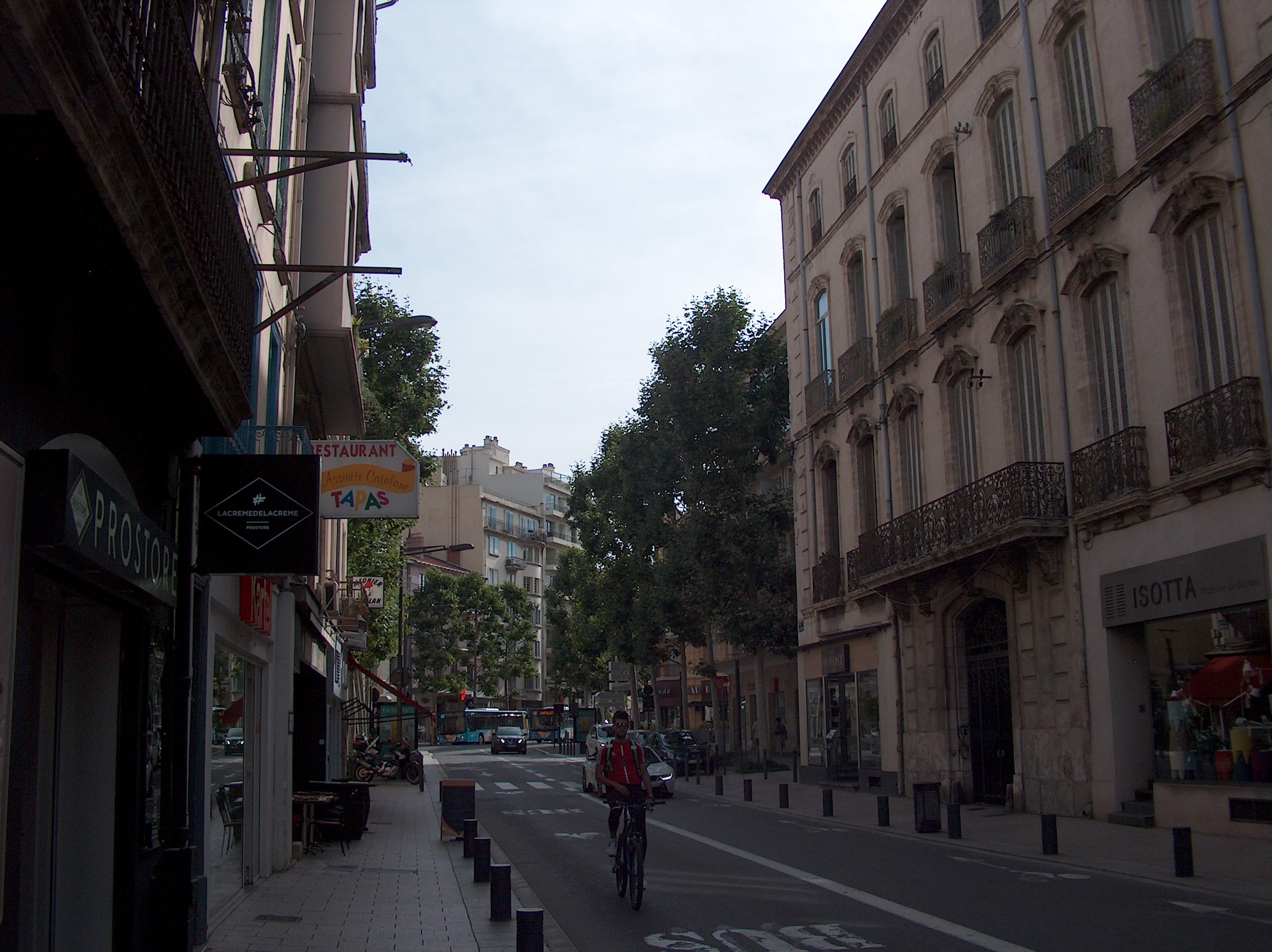
rue de la Republique vers Place Jean Payra.